# Epistolita
L'epistolita és un mineral de la classe dels silicats que pertany al grup de la lamprofil·lita. Va ser anomenada en honor del mot grec ἐπιστολή (epistolē, carta), degut a la seva forma rectangular, plana i de color blanc.

## Característiques
L'epistolita és un sorosilicat de fórmula química (Na☐)Nb₂Na₃Ti(Si₂O₇)O₂(OH)₂(H₂O)₄. Cristal·litza en el sistema triclínic. Els seus cristalls són rectangulars i tabulars en (001), de fins a 5 cm. També apareix en forma de plaques irregulars i masses laminars corbes. La seva duresa a l'escala de Mohs és de 2,5 a 3.
Segons la classificació de Nickel-Strunz, l'epistolita pertany a «09.BE - Estructures de sorosilicats, amb grups Si₂O₇, amb anions addicionals; cations en coordinació octaèdrica [6] i major coordinació» juntament amb els següents minerals: wadsleyita, hennomartinita, lawsonita, noelbensonita, itoigawaïta, ilvaïta, manganilvaïta, suolunita, jaffeïta, fresnoïta, baghdadita, burpalita, cuspidina, hiortdahlita, janhaugita, låvenita, niocalita, normandita, wöhlerita, hiortdahlita I, marianoïta, mosandrita, nacareniobsita-(Ce), götzenita, hainita, rosenbuschita, kochita, dovyrenita, baritolamprofil·lita, ericssonita, lamprofil·lita, ericssonita-2O, seidozerita, nabalamprofil·lita, grenmarita, schüllerita, lileyita, murmanita, lomonossovita, vuonnemita, sobolevita, innelita, fosfoinnelita, yoshimuraïta, quadrufita, polifita, bornemanita, xkatulkalita, bafertisita, hejtmanita, bykovaïta, nechelyustovita, delindeïta, bussenita, jinshajiangita, perraultita, surkhobita, karnasurtita-(Ce), perrierita-(Ce), estronciochevkinita, chevkinita-(Ce), poliakovita-(Ce), rengeïta, matsubaraïta, dingdaohengita-(Ce), maoniupingita-(Ce), perrierita-(La), hezuolinita, fersmanita, belkovita, nasonita, kentrolita, melanotekita, til·leyita, kil·lalaïta, stavelotita-(La), biraïta-(Ce), cervandonita-(Ce) i batisivita.

## Formació i jaciments
L'epistolita és un mineral de baixa temperatura que es forma en pegmatites alcalines, albitites, xenòlits de sodalita i filons hidrotermals. Va ser descoberta a Nunarssuatsiaq, al fiord Tunulliarfik (Narsaq, Kujalleq, Groenlàndia). També ha estat descrita al Canadà, altres indrets de Groenlàndia i Rússia.
Sol trobar-se associada a altres minerals com: egirina, albita, murmanita, esfalerita, pectolita manganèsica, neptunita, steenstrupina, sodalita, eudialita i nenadkevichita.